# Columbia (Louisiana)
Columbia és una població dels Estats Units a l'estat de Louisiana. Segons el cens del 2008 tenia 500 habitants.

## Demografia
Segons el cens del 2000, Columbia tenia 477 habitants, 184 habitatges, i 101 famílies. La densitat de població era de 242,3 habitants/km².
Dels 184 habitatges en un 21,7% hi vivien nens de menys de 18 anys, en un 40,8% hi vivien parelles casades, en un 12% dones solteres, i en un 44,6% no eren unitats familiars. En el 41,3% dels habitatges hi vivien persones soles el 20,1% de les quals corresponia a persones de 65 anys o més que vivien soles. El nombre mitjà de persones vivint en cada habitatge era de 2,23 i el nombre mitjà de persones que vivien en cada família era de 3,08.
Per edats la població es repartia de la següent manera: un 22,2% tenia menys de 18 anys, un 8,4% entre 18 i 24, un 26,6% entre 25 i 44, un 24,5% de 45 a 60 i un 18,2% 65 anys o més.
L'edat mediana era de 41 anys. Per cada 100 dones de 18 o més anys hi havia 106,1 homes.
La renda mediana per habitatge era de 30.000 $ i la renda mediana per família de 33.523 $. Els homes tenien una renda mediana de 33.000 $ mentre que les dones 18.000 $. La renda per capita de la població era de 13.999 $. Entorn del 19% de les famílies i el 25,9% de la població estaven per davall del llindar de pobresa.

## Poblacions més properes
El següent diagrama mostra les poblacions més properes.